# Hedana octoperlata
Hedana octoperlata är en spindelart som beskrevs av Simon 1895. Hedana octoperlata ingår i släktet Hedana och familjen krabbspindlar.
Artens utbredningsområde är Venezuela. Inga underarter finns listade i Catalogue of Life.